# Првенство Јужне Америке у фудбалу 1946.
Првенство Јужне Америке 1946.  је било деветнаесто издање овог такмичења, сада познатог по имену Копа Америка. Првенство се играло у Аргентини од 12. јануара до 10. фебруара 1946. године. На првенству је учествовало шест екипа. Аргентина освојила је првенство осми пут у својој историји. Друго место припало је Бразилу, а треће Парагвају. Медина, репрезентативац Уругваја био је најбољи стрелац првенства са седам постигнутих голова.

## Учесници
На првенству Јужне Америке учествовало је шест репрезентација: домаћин Аргентине, и Чиле, Уругвај, Боливија, Парагвај и Бразил. Перу, Колумбија и Еквадор су одустале од турнира. Бергеров систем је примењен, а првак је био тим који је прикупио највише бодова. 
1.  Аргентина

2.  Бразил

3.  Боливија

4.  Парагвај

5.  Уругвај

6.  Чиле

## Градови домаћини и стадиони
| Буенос Ајрес       | Буенос Ајрес      | Авељанеда            |
| ------------------ | ----------------- | -------------------- |
| Стадион Монументал | Стадион Гасометро | Стадион Либертадорес |
| Капацитет: 67.664  | Капацитет: 75.000 | Капацитет: 57.858    |
|                    |                   |                      |

## Табела
| Репрезентација | И | Д | Н | И | ДГ | ПГ | ГР  | Бод. |
| -------------- | - | - | - | - | -- | -- | --- | ---- |
| Аргентина      | 5 | 5 | 0 | 0 | 17 | 3  | +14 | 10   |
| Бразил         | 5 | 3 | 1 | 1 | 13 | 7  | +6  | 7    |
| Парагвај       | 5 | 2 | 1 | 2 | 8  | 8  | 0   | 5    |
| Уругвај        | 5 | 2 | 0 | 3 | 11 | 9  | +2  | 4    |
| Чиле           | 5 | 2 | 0 | 3 | 8  | 11 | −3  | 4    |
| Боливија       | 5 | 0 | 0 | 5 | 4  | 23 | −19 | 0    |

## Утакмице
| Аргентина                   | 2–0 | Парагвај |
| --------------------------- | --- | -------- |
| де ла Мата 6’ · Мартино 43’ |     |          |

| Бразил                      | 3–0 | Боливија |
| --------------------------- | --- | -------- |
| Елено 47’, 78’ · Зизињо 65’ |     |          |

| Уругвај    | 1–0 | Чиле |
| ---------- | --- | ---- |
| Медина 34’ |     |      |

| Чиле                     | 2–1 | Парагвај  |
| ------------------------ | --- | --------- |
| Араја 48’ · Кремасчи 68’ |     | Ролон 14’ |

| Аргентина                                                           | 7–1 | Боливија   |
| ------------------------------------------------------------------- | --- | ---------- |
| Лабруна 34’, 89’ · Мендез 39’, 60’ · Салвини 75’, 84’ · Лоустау 79’ |     | Передо 67’ |

| Бразил                              | 4–3 | Уругвај                      |
| ----------------------------------- | --- | ---------------------------- |
| Жаир 1’, 16’ · Елено 39’ · Чико 44’ |     | Медина 25’, 70’ · Васкез 37’ |

| Парагвај                                   | 4–2 | Боливија                          |
| ------------------------------------------ | --- | --------------------------------- |
| Генес 30’ · Сасерез 44’ · Виљалба 67’, 88’ |     | Коронел 20’ (а.г.) · Гонзалез 42’ |

| Аргентина                        | 3–1 | Чиле          |
| -------------------------------- | --- | ------------- |
| Лабруна 39’, 60’ · Педернера 65’ |     | Алкантара 85’ |

| Уругвај                                | 5–0 | Боливија |
| -------------------------------------- | --- | -------- |
| Медина 1’, 25’, 30’, 78’ · Гарсија 75’ |     |          |

| Бразил      | 1–1 | Парагвај    |
| ----------- | --- | ----------- |
| Норивал 63’ |     | Виљалба 31’ |

| Аргентина                               | 3–1 | Уругвај    |
| --------------------------------------- | --- | ---------- |
| Педернера 8’ · Лабруна 46’ · Мендез 72’ |     | Рипхоф 59’ |

| Бразил                              | 5–1 | Чиле               |
| ----------------------------------- | --- | ------------------ |
| Зизињо 4’, 41’, 46’, 71’ · Чико 89’ |     | Салфате 84’ (пен.) |

| Чиле                              | 4–1 | Боливија   |
| --------------------------------- | --- | ---------- |
| Араја 9’, 39’ · Кремасчи 49’, 78’ |     | Передо 50’ |

| Парагвај                   | 2–1 | Уругвај     |
| -------------------------- | --- | ----------- |
| Виљалба 37’ · Родригез 75’ |     | Шиафино 57’ |

| Аргентина       | 2–0 | Бразил |
| --------------- | --- | ------ |
| Мендез 14’, 20’ |     |        |

## Листа стрелаца
7 голова
- Медина

5 голова
| - Лабруна | - Мендез | - Зизињо |

4 гола
- Виљаба

3 гола
| - Хелено | - Араја | - Кремасчи |

2 гола
| - Педернера - Салвини | - Передо - Чико | - Жаир |

1 гол
| - де ла Мата - Лоустау - Мартино - Гонзалез - Норивал | - Алкантара - Салфате - Сасерес - Генес - Родригез | - Ролон - Гарсија - Вазкез - Рипхоф - Шијафино |

Аутогол
- Коронел (за Боливију)